# Martim Costa
Martim Costa (Vila Nova de Gaia, 2002. szeptember 27. –) portugál válogatott kézilabdázó, a Sporting CP játékosa.
Édesapja, Ricardo Costa kézilabdázó, kézilabdaedző. Testvére, Francisco Costa válogatott kézilabdázó.

## Pályafutása

### Klubcsapatokban
Martim Costa 2017-ben került az FC Porto utánpótláscsapatához. 2018-től a portugál másodosztályban szereplő FC Gaia játékosa volt kölcsönben két évig. Costa 30 mérkőzésen szerzett 227 góljának is köszönhetően a csapat megnyerte a bajnokságot és feljutott az élvonalba. A Portóhoz visszakerülve tagja volt a bajnokságot nyerő csapatnak. 2021-ben édesapját nevezték ki a Sporting CP vezetőedzőjének, és vele együtt Martim Costa érkezését is bejelentették. Ezzel a csapattal az Európa-ligában is részt vett, a 2022–2023-as szezonban 16 mérkőzésen 106 találatot ért el, amivel a góllövőlista második helyén végzett.

### A válogatottban
A portugál rendezésű 2022-es junior Európa-bajnokságon ezüstérmes lett és az All-Star csapatba is beválasztották.
A felnőttválogatottban 2022 áprilisában mutatkozott be a holland csapat elleni világbajnoki selejtező mérkőzésen. Első felnőtt világversenye a 2023-as világbajnokság volt. A 2024-es Európa-bajnokságon a portugál csapat legeredményesebb játékosaként 54 gólt szerzett. Ezzel, a dán Mathias Gidsellel megosztva Costa lett a torna gólkirálya és bekerült az All-Star csapatba is.

## Sikerei, díjai
- Portugál bajnok: 2021
- Európa-bajnokság gólkirálya: 2024
- Európa-bajnokság All-Star csapatának tagja: 2024
- Junior Európa-bajnokságon ezüstérmes: 2022
- Junior Európa-bajnokság All-Star csapatának tagja: 2022[6]